# جان مک‌آفی
جان دیوید مَک‌آفی(به انگلیسی: John David McAfee) ( زاده ۹ سپتامبر ۱۹۴۵ در کیندرفورد- درگذشته ۲٣ ژوئن ۲۰۲۱ در بارسلونا) یک برنامه‌نویس رایانه و پدیدآورندهٔ شرکت مک‌آفی، نخستین نرم‌افزار ضدویروس تجاری و کاندیدای حزب لیبرترین آمریکا برای انتخابات ریاست جمهوری سال ۲۰۱۶ بود. او زاده انگلستان و شهروند ایالات متحده آمریکا بود.

## کارآفرینی

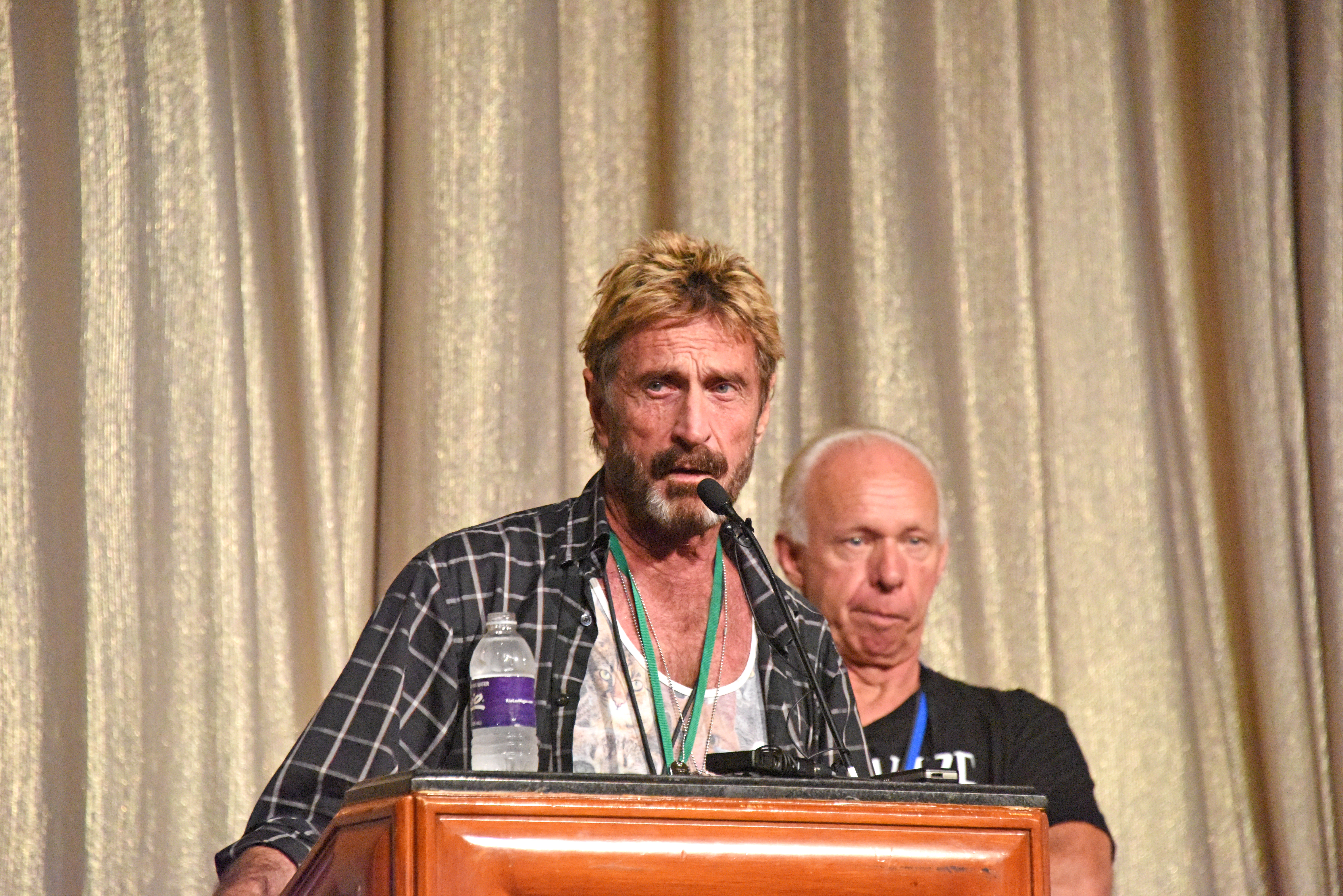
مصاحبه با جان مک آفی.

جان مک‌آفی در انگلستان در یک پایگاه ارتش آمریکا به دنیا آمد و در سیلم ویرجینیا بزرگ شد. وی از سال ۱۹۶۸ تا ۱۹۷۰ به عنوان برنامه‌نویس در استخدام ناسا بود. وی از آنجا به یونی‌وک رفت و به عنوان طراح نرم‌افزار استخدام شد. سپس به شرکت زیراکس رفت و به عنوان معمار سیستم‌عامل مشغول بکار شد. هنگامی‌که وی در شرکت لاکهید کورپوریشن به کار مشغول بود با نخستین ویروس رایانه‌ای پاکستانی مغز برخورد کرد و پس از آن بود که به گسترش روش‌های مقابله با ویروس‌های رایانه‌ی پرداخت.
جان مک‌آفی در سال ۱۹۸۷ شرکت مک‌آفی را به عنوان شرکت ضدویروس رایانه‌ای بنیان گذاشت. او در سال ۱۹۸۹ از شرکت لاکهید استعفا داد و به‌شکل تمام وقت به کار در شرکت خود پرداخت. جان مک‌آفی در سال ۲۰۰۰ به گروه مدیران شرکت زون لب پیوست.

## زندگی شخصی
او همیشه معتقد بود پدرش رد پای همه کار های اوست. پدرش در بچگی او را کتک می‌زده. او اولین کسی که علیه ویروس های کامپیوتری ضد ویروس می‌سازد.
مک‌آفی یوگا آموزش می‌داد و چندین کتاب دربارهٔ یوگا به نام خود ثبت کرده است.

## کنش سیاسی
جان مک‌آفی در سال‌های ۲۰۱۶ و ۲۰۲۰ تلاش کرد تا از طریق  حزب لیبرترین نامزد انتخابات ریاست‌جمهوری شود. اما ناکام ماند.

## پیگرد قضایی

### قتل
در آوریل ۲۰۱۲ گرگوری فال، شهروند آمریکایی دیگری که در بلیز همسایه مک‌آفی بود به قتل رسید. در آویل ۲۰۱۲ پلیس ضد جرائم سازمان‌یافته، به خانه مک‌آفی یورش برد و او را به دلیل تولید مواد مخدر و همراه داشتن اسلحه بدون مجوز دستگیر کرد. او بدون هیچ اتهامی آزاد شد. مک‌آفی در نوامبر ۲۰۱۲ آن کشور را ترک کرد و مدعی شد که مسئولان دولت بلیز در پی او هستند چون از میزان رشوه‌خواری در دولت بلیز آگاه است. مقام‌های بلیز اما، ضمن ابراز تردید نسبت به سلامت روانی مک‌آفی، گفتند که وی مظنون اصلی قتل همسایه‌اش نیست و فراخوانده شدن وی برای پاسخ به پرسش‌های پلیس در خصوص این قتل بوده‌ است.

### مالیات
جان مک‌آفی در ۶ اکتبر ۲۰۲۰ در اسپانیا به دلیل فرار مالیاتی دستگیر شد. او پرونده مشابهی نیز در دادگاه‌های آمریکا دارد.

### کلاهبرداری و پولشویی
در ۵ مارس ۲۰۲۱ جان مک‌آفی و جیمی گیل واتسون جونیور، محافظ شخصی او متهم شدند که با تبلیغ رمزارزها در حساب توئیتری پرطرفدار خود باعث افزایش قیمت این رمزارزها شده‌اند. سپس با فروش رمزارزهای خود، دو میلیون دلار سود به‌دست آوردند. آنها همچنین ۱۱ میلیون دلار دیگر از طریق برنامه‌های پلتفرم رسانه اجتماعی خود برای تبلیغ سرمایه‌‌گذاری در توئیتر استفاده کردند. این پرداخت‌ها برای خریداران و سرمایه‌گذاران این عرصه اعلام نشده بودند.

## مرگ
در ۲۳ ژوئن سال ۲۰۲۱ دادگاه ملی اسپانیا دستور استرداد مک‌آفی به ایالات‌متحده که در تنسی توسط بخش مالیات وزارت دادگستری آمریکا وارد شده‌بود را تصویب کرد. ساعاتی بعد جسد مک‌آفی در سلول زندانش در بازداشتگاه مرکزی بارایانز در نزدیکی بارسلونا یافت شد. وزارت دادگستری کاتالان گفت که همه چیز نشان‌دهنده آن است که او خود را حلق‌آویز کرده است.
مرگ مک‌آفی تئوری‌های توطئه اینترنتی، شیوه‌ای شبیه «اپستین خودش را نکشت» را برانگیخت. مک‌آفی بارها گفته بود که اگر با دار زدن مرده پیدا شود به این معنی است که کشته شده‌ است. چند دقیقه پس از گزارش مرگش، تصویری از حرف Q در حساب کاربری اینستاگرام او پست شد، که به نظریه‌های توطئه کیوانان رجوع می‌کند. وکیل او روز بعد از مرگش به خبرنگاران گفت که او با مک‌آفی در زندان به طور منظم ارتباط داشت و هیچ نشانه‌ای از قصد خودکشی وجود نداشت.